# Monopool (geluid)
Een monopool is een bron die geluid gelijkmatig in alle richtingen uitzendt.
Het eenvoudigste voorbeeld van een monopolaire bron is een bol waarvan de omtrek beurtelings uitzet en inkrimpt. Zo'n bron creëert een geluidsgolf door afwisselend lucht in te brengen en te verwijderen in het onmiddellijke omliggende gebied rond de bolvorm. Een luidspreker in een klankkast gedraagt zich bij lage frequenties als een puntbron, een monopool dus.